# 피오네르스카야역 (모스크바 지하철)
피오네르스카야역(러시아어: Пионерская)은 모스크바 지하철 필룝스카야 선의 역이다. 필룝스키 파르크 역과 쿤쳅스카야 역 사이에 위치하며, 1965년까지는 시종착역이었다.

## 역사
피오네르스카야 역은 1961년 10월 13일에 개장하였다.

## 구조
역사는 선하역사의 구조이고 1면 2선의 섬식 플랫폼의 지상 역사이다. 고가도로가 플랫폼의 일부를 덮고 있고, 나머지는 좁은 캐노피로 보호된다. 기둥의 한 줄에는 하얀 대리석이 그려져 있으며 승강장은 평탄한 콘크리트의 슬래브다. 건축가는 로베르 포그렙노(Rober Pogrebnoi)이다.

## 같이 보기
- (러시아어) metro.ru